# 池田桂子
池田 桂子（いけだ けいこ）は、日本の弁護士、弁理士。女性初の愛知県弁護士会会長や、日本弁護士連合会副会長、中部弁護士会連合会理事長を歴任した。

## 人物・経歴
愛知県出身。1975年愛知淑徳高等学校卒業。1979年早稲田大学政治経済学部卒業。1981年司法試験合格。1983年弁護士登録、2000年弁理士登録。2017年には女性初の愛知県弁護士会会長及び日本弁護士連合会副会長に就任。2018年中部弁護士会連合会理事長。